# Droga krajowa nr 8 (Węgry)

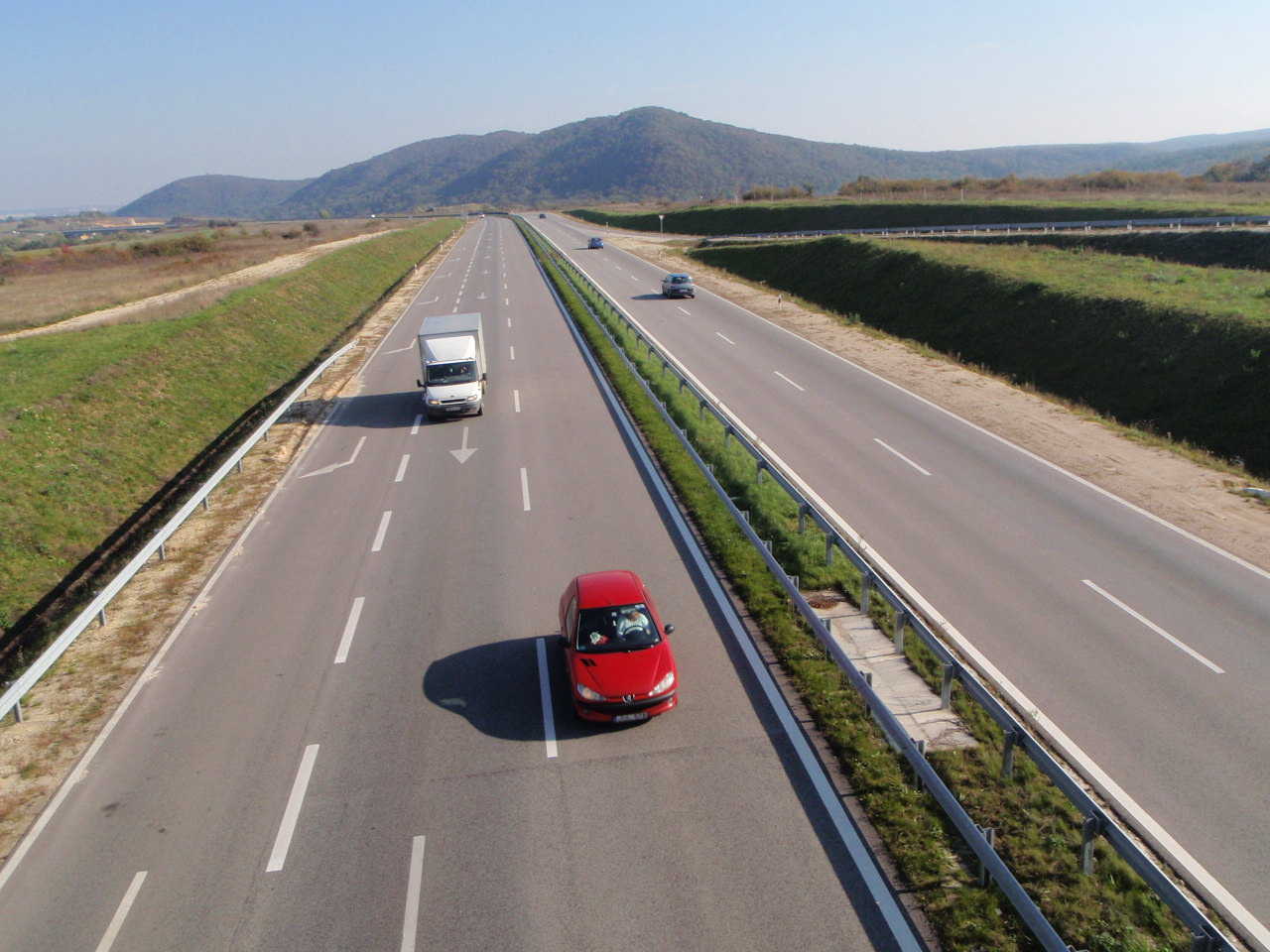
Márkó wsi 8 omija drogi głównej, Komitat Veszprém

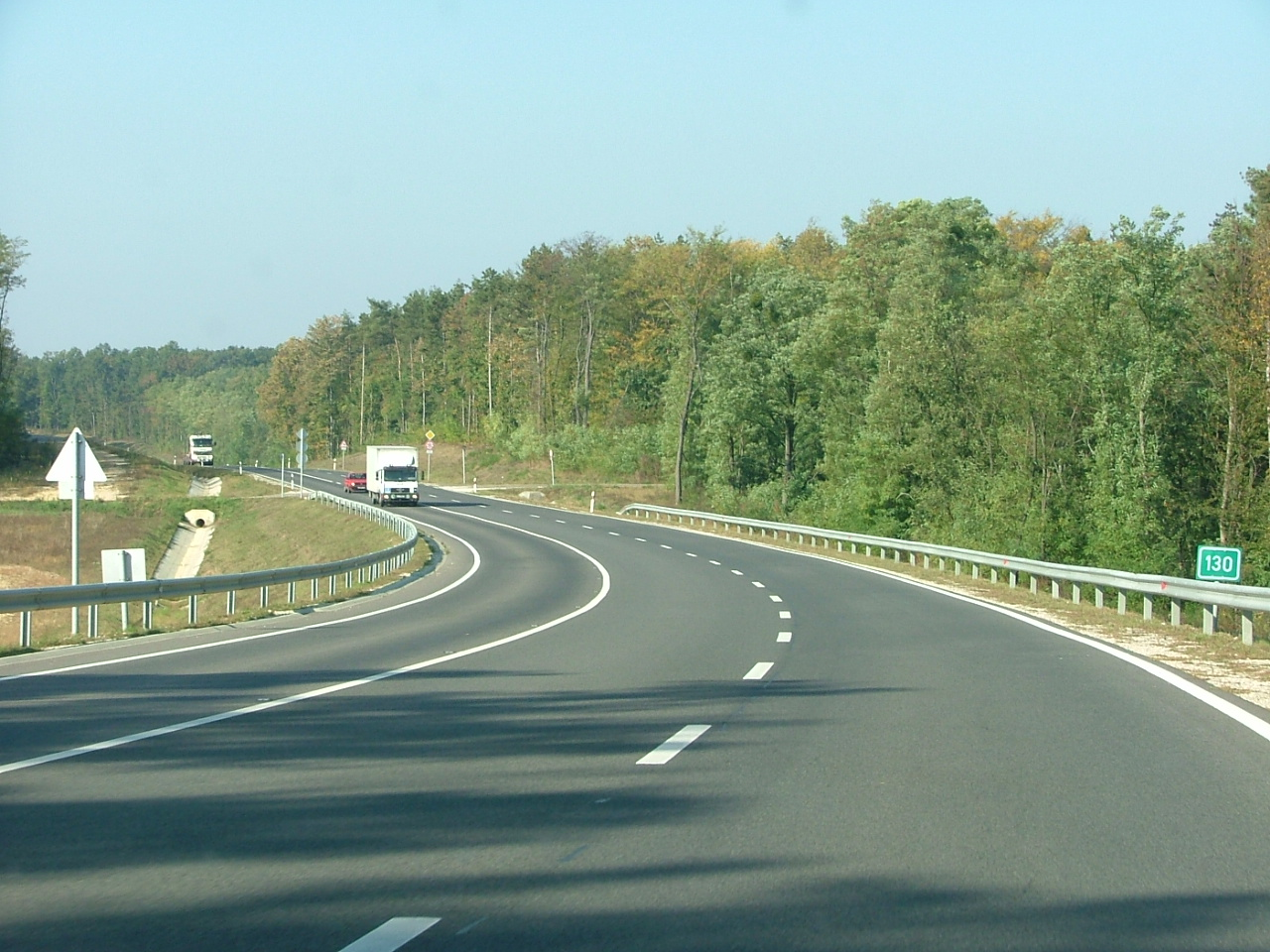
Oprócz głównego Csehimindszent drogi, Komitat Vas

Droga krajowa nr 8 (węg. 8-as főút) – droga krajowa na Węgrzech. Łączy zachodnie Węgry z południową Austrią (Székesfehérvár z Grazem). Ma zostać zdublowana przez autostradę M8. Długość - 239 km. Przebieg:
- Székesfehérvár – skrzyżowanie z M7, wspólny odcinek z 7
- Várpalota
- Veszprém – skrzyżowanie z 72, 82 i 73
- Herend
- Városlőd – skrzyżowanie z 83
- Ajka
- Devecser
- Jánosháza – skrzyżowanie z 84
- Kám – skrzyżowanie z 87
- Vasvár – skrzyżowanie z 74
- Körmend – skrzyżowanie z 86
- Szentgotthárd
- granica węgiersko-austriacka Rábafüzes – Heiligenkreuz im Lafnitztal – połączenie z austriacką drogą B65